# Ianapera
Ianapera is een plaats en commune in het zuiden van Madagaskar, behorend tot het district Benenitra, dat gelegen is in de regio Atsimo-Andrefana. Tijdens een volkstelling in 2001 telde de plaats 10.395 inwoners.
De plaats biedt enkel lager onderwijs. 65% van de bevolking werkt als landbouwer en 34% houdt zich bezig met veeteelt. Het belangrijkste landbouwproduct is rijst; overige belangrijke producten zijn bonen, maniok en zoete aardappelen. Verder is 1% actief in de dienstensector.